# Corvinești, Bistrița-Năsăud
Corvinești, mai demult Uifalăul-săsesc, Uifalău (în dialectul săsesc Nedderšt-Naindref, în germană Niederneudorf, în maghiară Kékesújfalu, Kékesszászújfalu, Szászújfalu, Újfalu) este un sat în comuna Matei din județul Bistrița-Năsăud, Transilvania, România.
Satul are o vechime de peste 700 de ani atestată documentar. Un anume Ioan Fierarul, atestat documentar din Evul Mediu, ar fi participat la Răscoala de la Bobâlna.

## Demografie
La recensământul din 1930 au fost înregistrați 839 de locuitori, dintre care 732 români, 45 maghiari, 21 evrei, 21 țigani, 19 germani și 1 rus. Sub aspect confesional au fost înregistrați 725 greco-catolici, 48 reformați, 42 evanghelici, 21 mozaici și 3 ortodocși.

## Monumente istorice
- Fosta Biserică Evanghelică, azi Biserica „Sf. Arhangheli Mihail și Gavriil” (adresa: Corvinești nr.68, monument istoric, cod: BN-II-m-B-01638, datare: sec. XV, transformări în sec. XIX).

## Vezi și
- Biserica Sfinții Arhangheli Mihail și Gavriil din Corvinești
- Pământul crăiesc al sașilor, partea nordică
  - Țara Năsăudului de lângă Năsăud
  - Reener Ländchen de lângă Reghin

## Legături externe

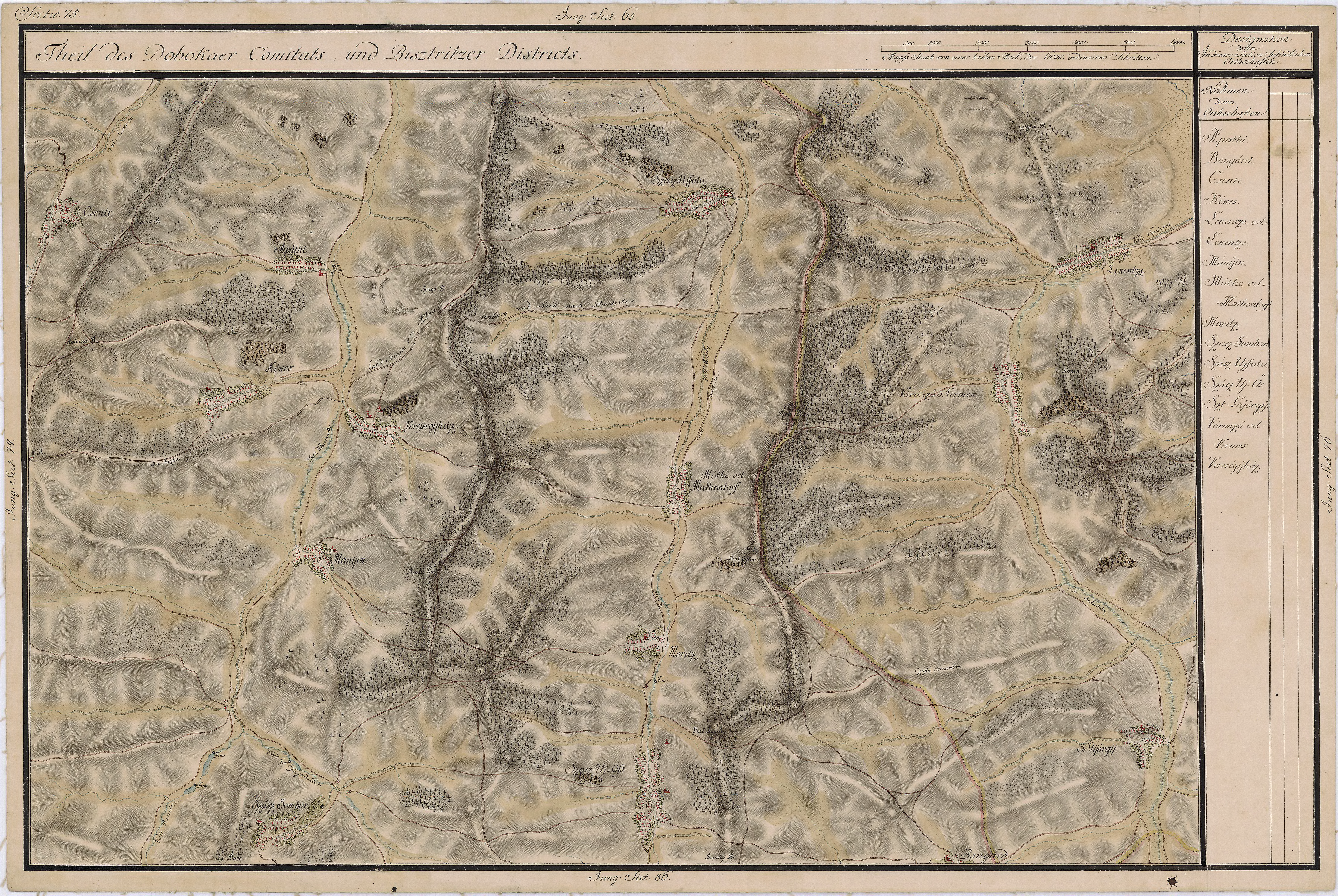
Corvinești în Harta Iosefină a Transilvaniei, 1769-73

## Galerie de imagini

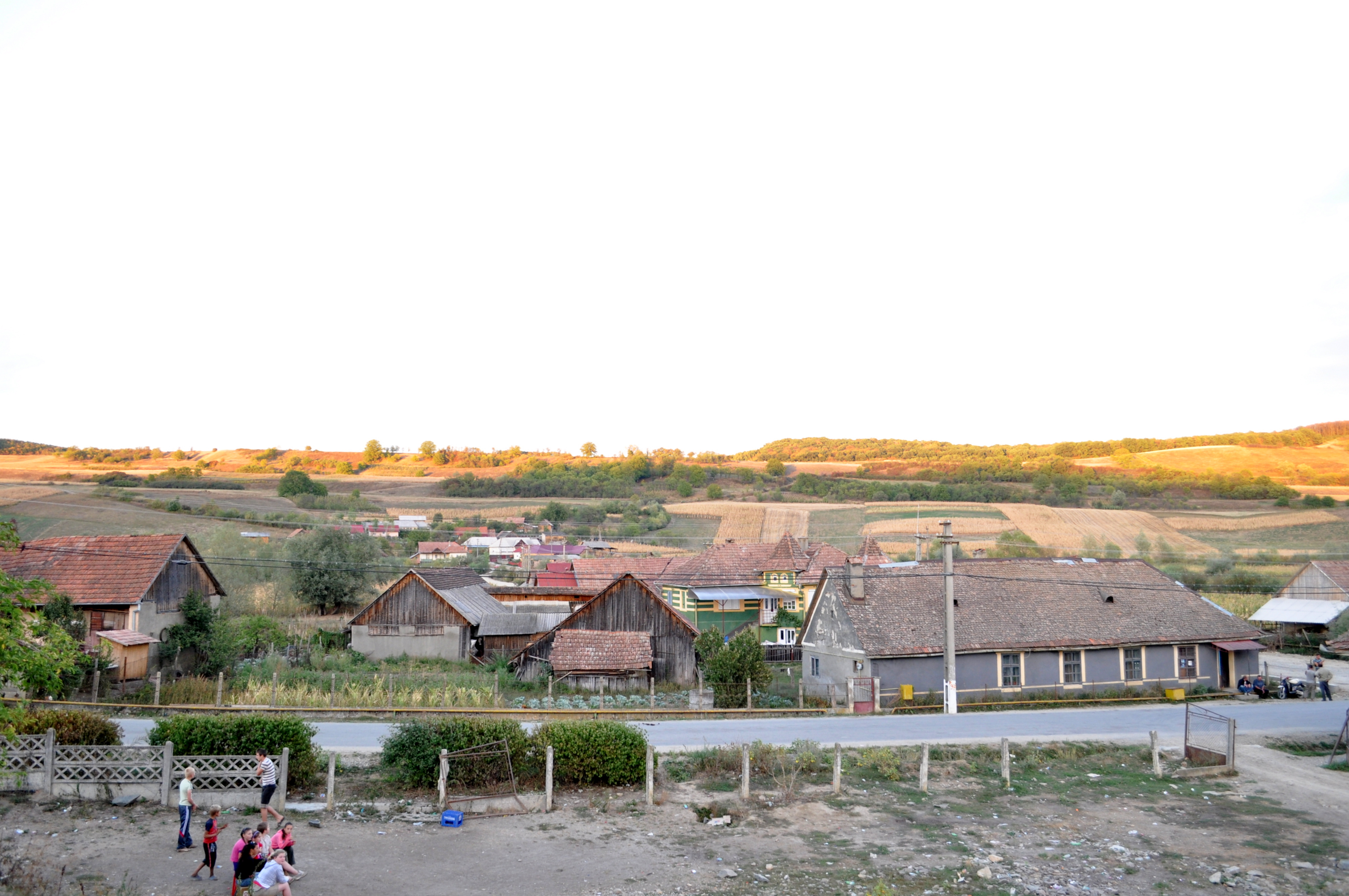
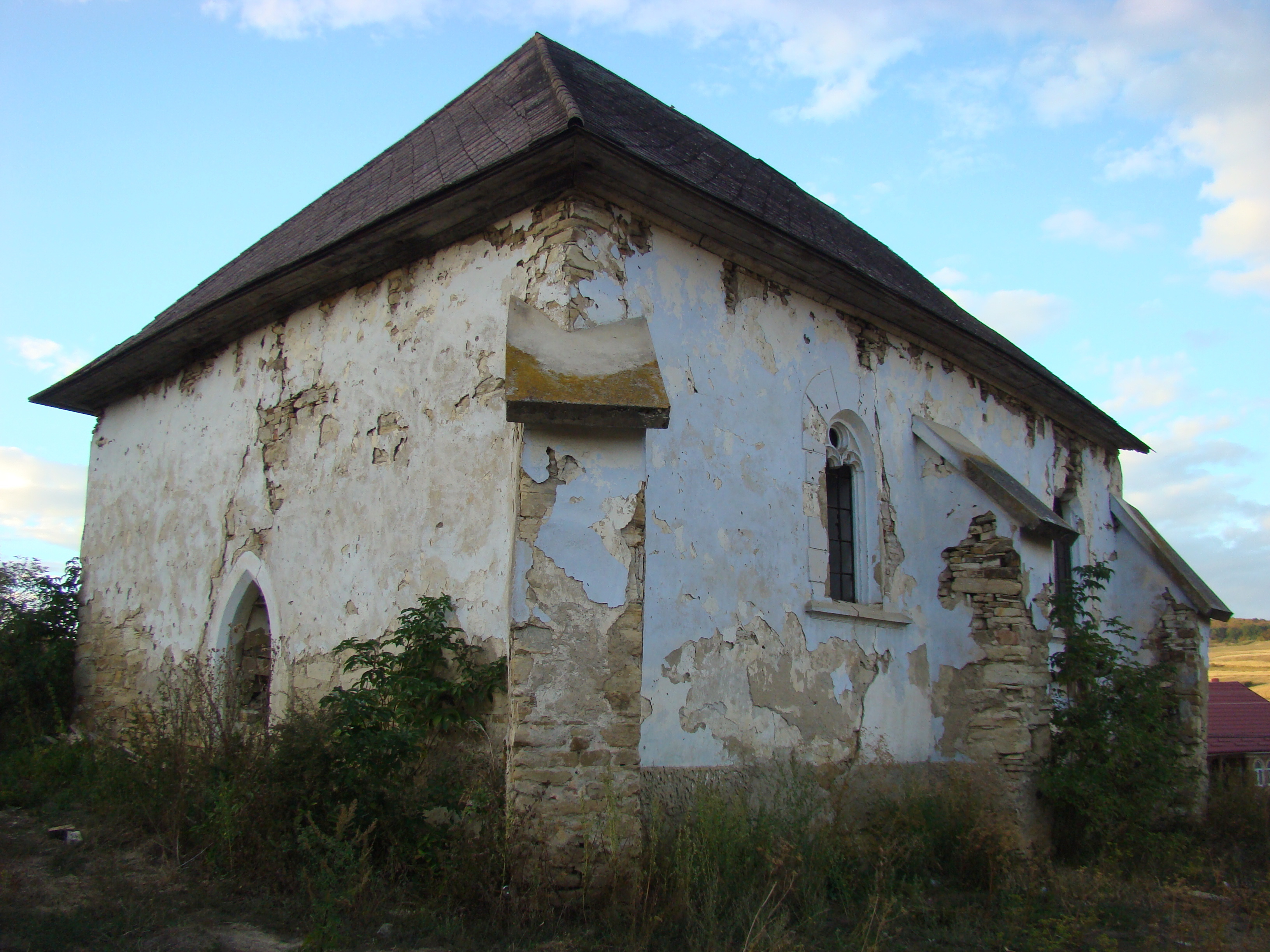
Biserica evanghelică
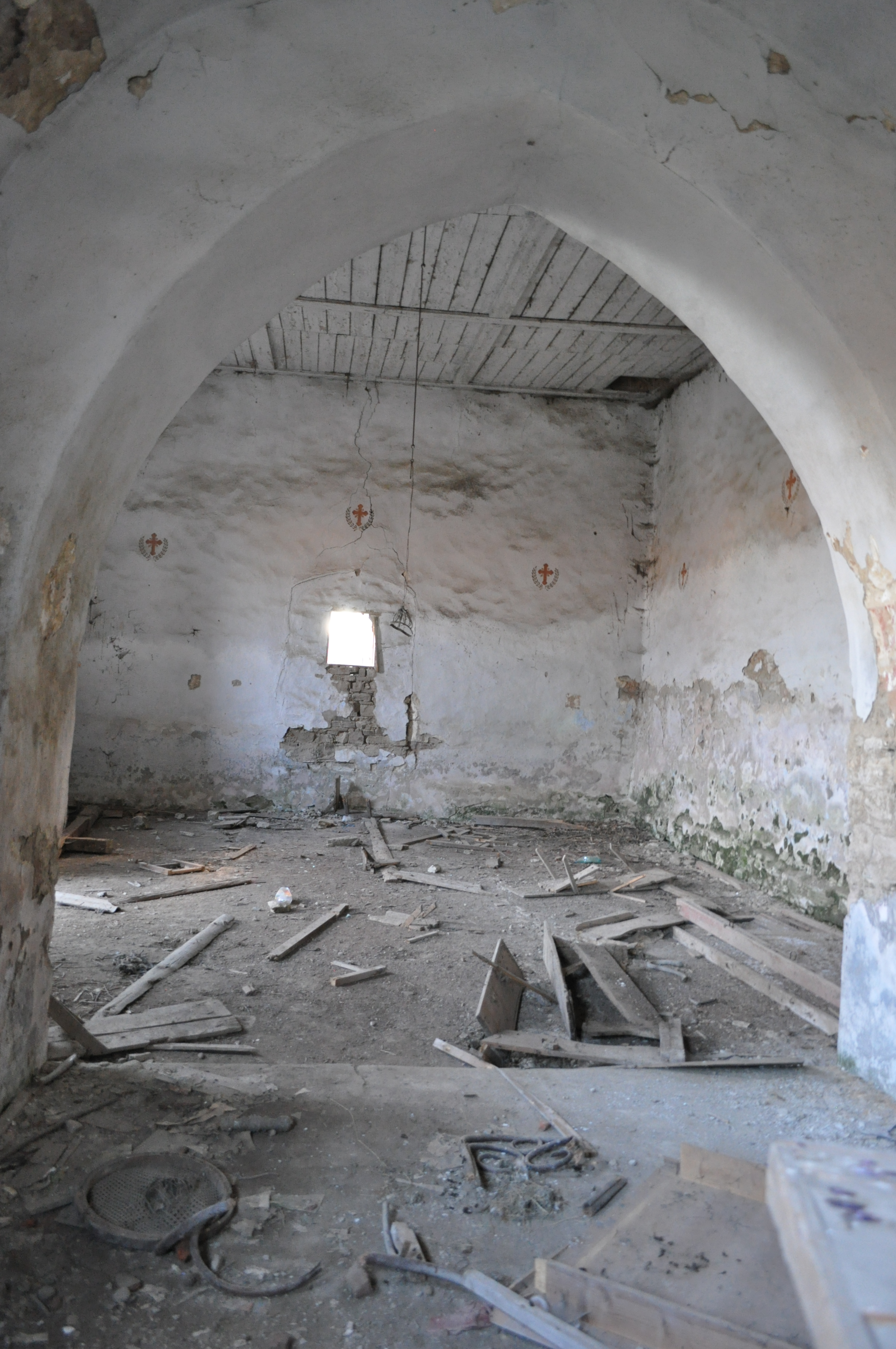
Biserica evanghelică (interior)
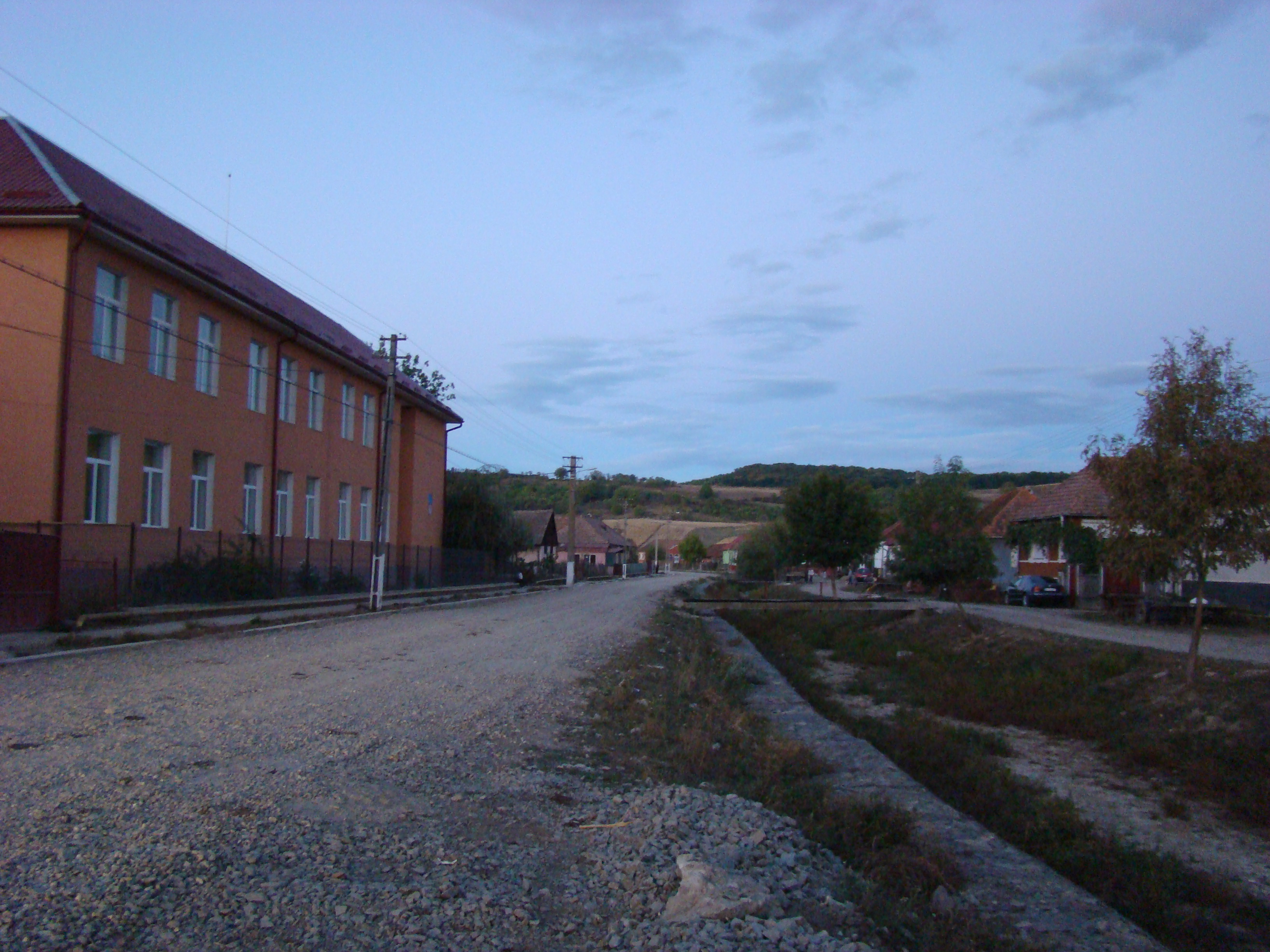
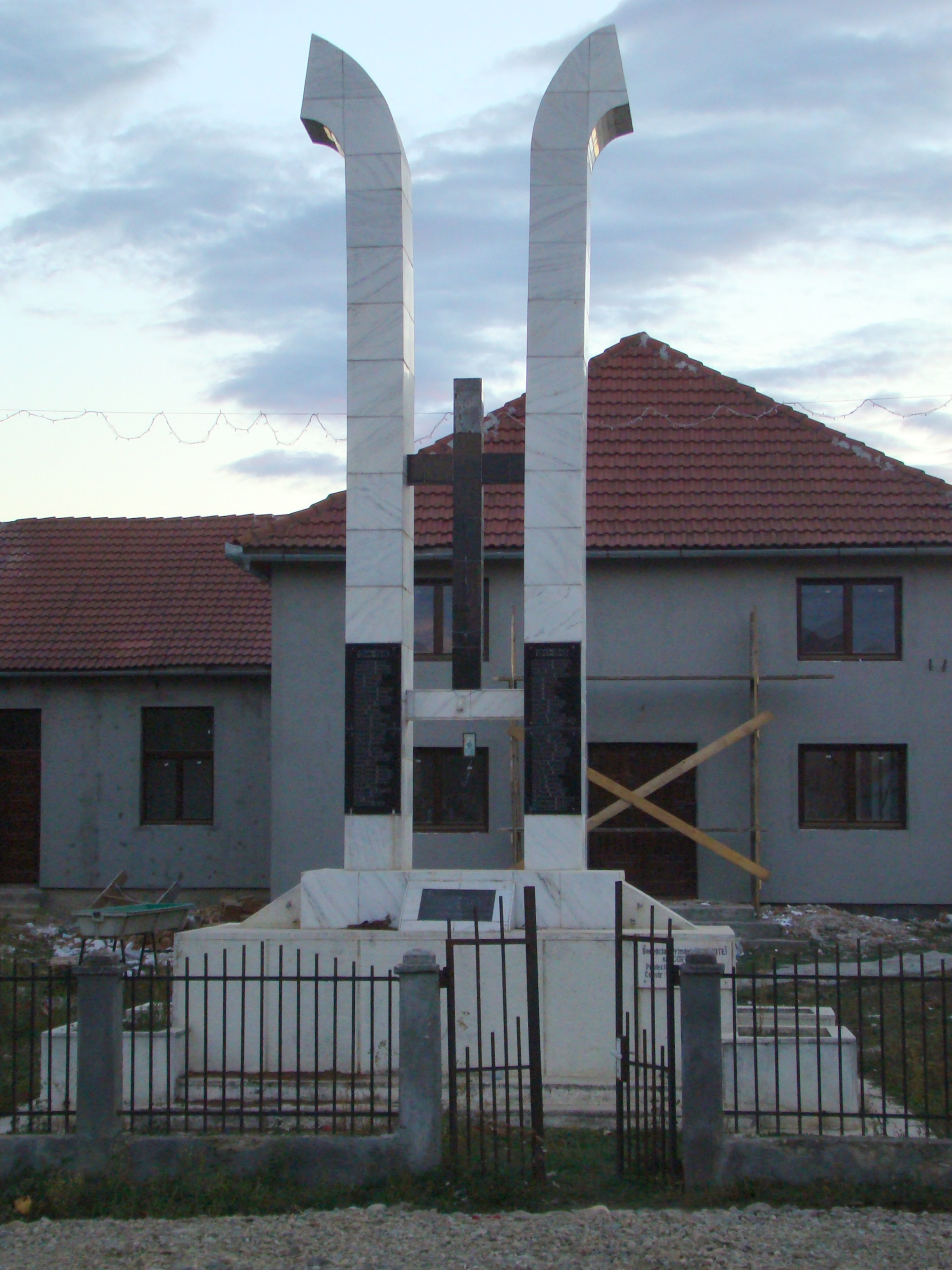
Monumentul Eroilor
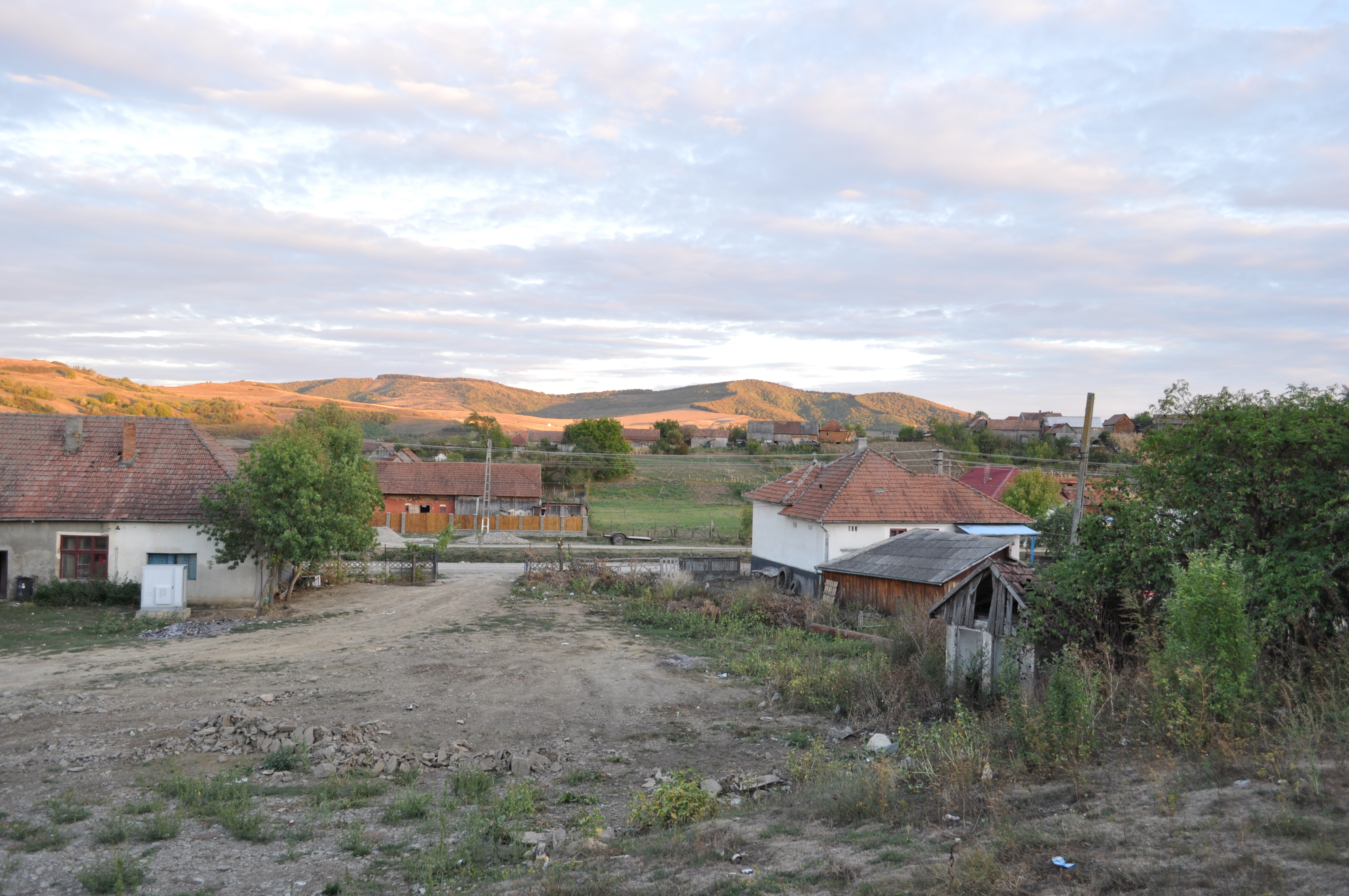
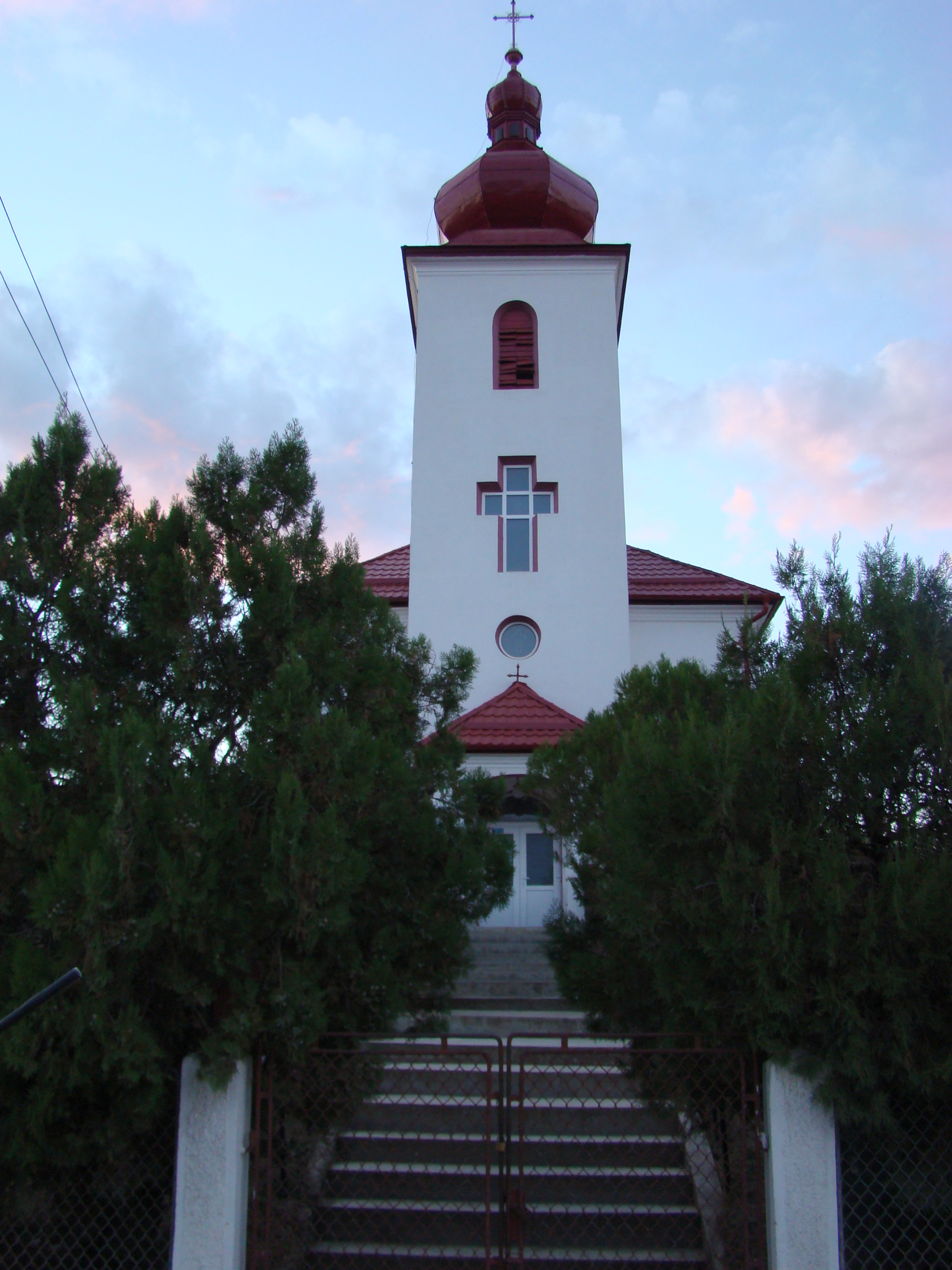
Biserica ortodoxă „Cuvioasa Paraschiva”
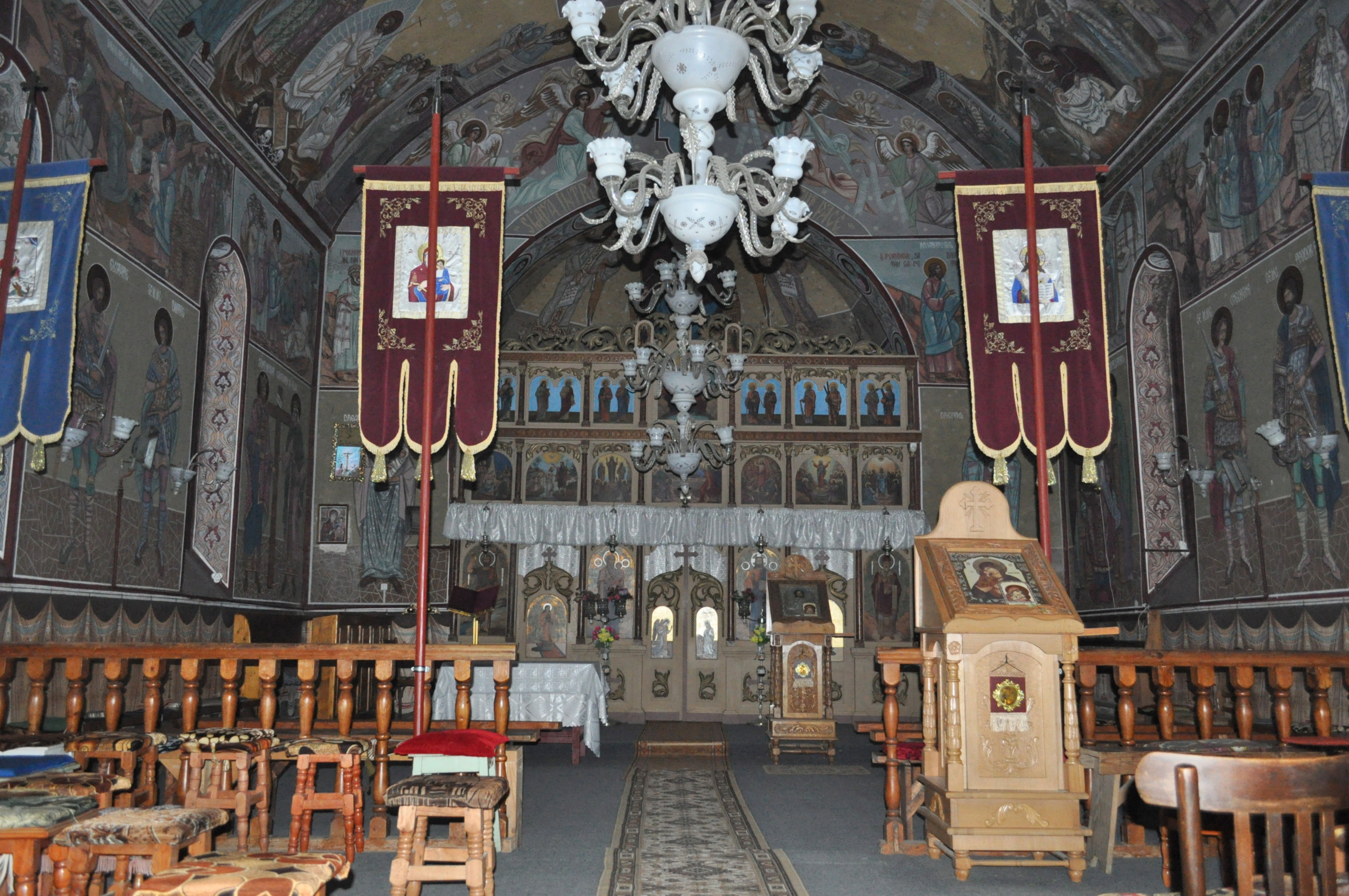
Biserica ortodoxă „Cuvioasa Paraschiva” (interior)
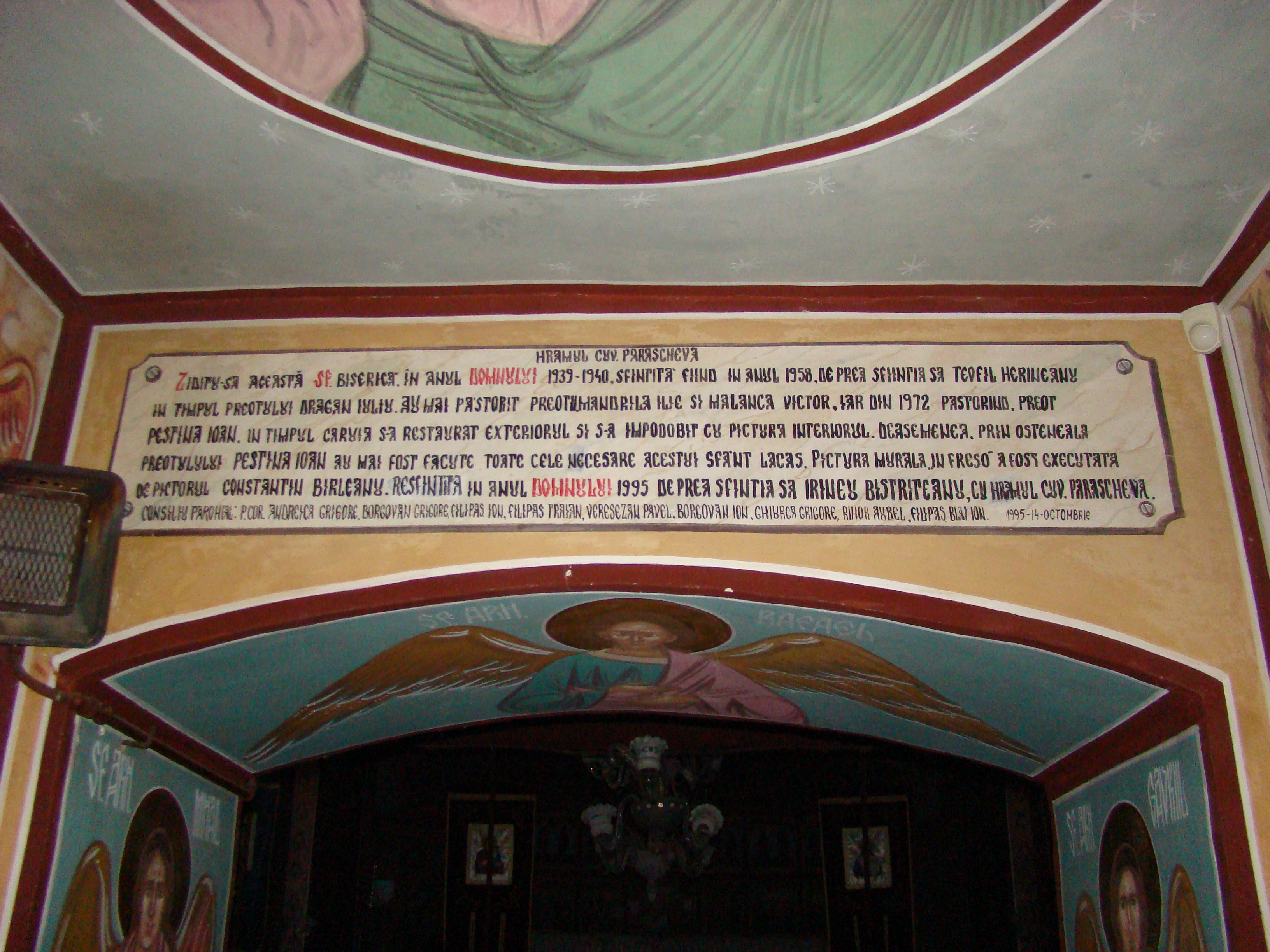
Biserica ortodoxă „Cuvioasa Paraschiva” (pisania)
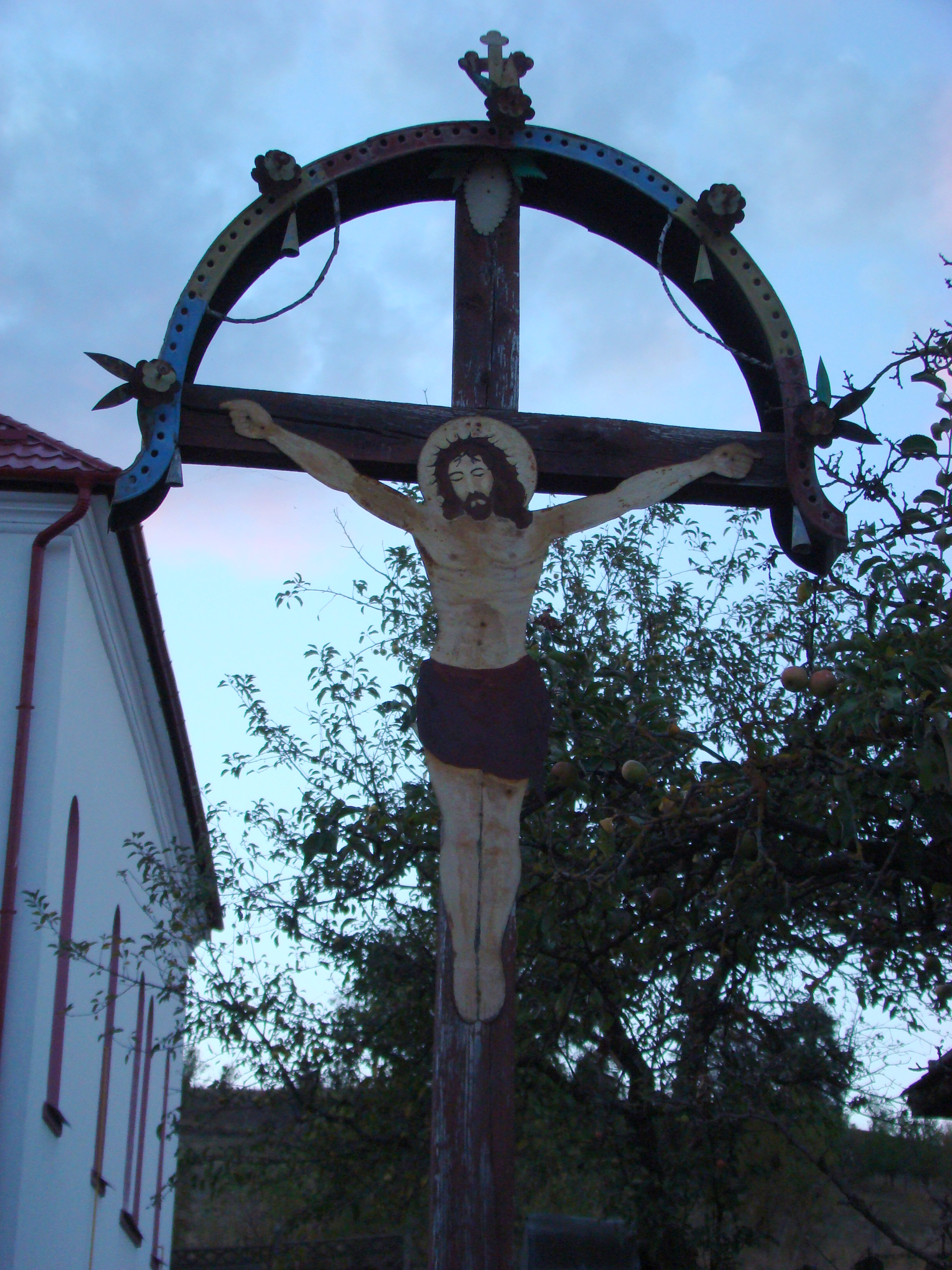
Troiță